# Ludovico Zacconi
Ludovico Zacconi (Pesaro, 11 giugno 1555 – Fiorenzuola di Focara, 23 marzo 1627) è stato un compositore e teorico musicale italiano del tardo Rinascimento e del primo Barocco, noto per avere pubblicato la Prattica di musica, una sorta di enciclopedia musicale.
Ha lavorato come cantante, teologo e scrittore di musica nel nord Italia e in Austria; per un certo periodo fu alle dipendenze dell'arciduca d'Austria Carlo II e lavorò a Graz e Vienna.

## Biografia
Nato a Pesaro, nelle Marche, Zacconi divenne frate agostiniano a Venezia , dove fu ordinato sacerdote. Nel 1577 era a Venezia a studiare presso la chiesa di San Stefano, e ad un certo punto nei sei anni successivi fu accettato da Andrea Gabrieli come allievo del Contrappunto. Nel 1584 fece l'audizione a San Marco come cantante, e fu accettato; tuttavia sembra che abbia rifiutato la posizione. Sempre in questo periodo conosce Zarlino, il noto teorico della scuola veneziana; menzionerà l'incontro nella seconda parte della sua Prattica di musica (1622). Il 20 luglio 1585 entrò a far parte dell'istituzione musicale diArciduca Carlo di Graz , carica che mantenne fino alla sua morte nel 1590. Successivamente entrò a far parte della cappella di Guglielmo V, duca di Baviera, diretta da Orlande de Lassus.
Nel 1596 lasciò l'impiego di Guglielmo, rientrando in Italia; negli anni successivi ha lavorato come priore a Pesaro, e come predicatore e amministratore sia in Italia che a Creta. Si ritirò a Pesaro nel 1612, dove rimase fino alla morte (a Fiorenzuola di Focara, vicino a Pesaro).